# La argentinidad al palo
La argentinidad al palo es un disco doble de la banda argentina de rock Bersuit Vergarabat, editado en abril de 2004. La placa discográfica fue grabado en Estudios Del Cielito durante los meses de noviembre y diciembre del 2003, con la producción de Gustavo Santaolalla y las canciones tienen letras de protesta social. Fue un disco doble que salió a la calle en dos etapas.
El primero de estos dos discos fue “La argentinidad al palo (se es)”, mientras que el segundo, con un mes de diferencia en su salida a la venta, se llamó “La argentinidad al palo (lo que se es)”. Posteriormente, salió una edición que contenía ambos discos.
Con su doble disco de “La argentinidad al palo” la Bersuit dio más de 100 shows nacionales e internacionales durante el año 2004, siendo así el grupo con más convocatoria a nivel nacional y un amplio alcance en el plano internacional.
El cierre del año de “La argentinidad al palo” fue en un multitudinario show en Mendoza donde se registraron las imágenes y el audio para la edición de un DVD de esta presentación.
No sólo el grupo obtuvo el reconocimiento del público, sino que también recibió el galardón de séxtuple disco de platino para “La argentinidad al palo” y fueron reconocidos por los medios de comunicación como la mejor banda argentina del 2004.
La mayor parte de los temas está cantada por Gustavo Cordera, aunque también tienen la posibilidad de cantar algunas canciones Daniel Suárez y Alberto Verenzuela. Además, la canción "Y no está solo..." es cantada por todos los integrantes de la banda. En abril de 2005 el álbum obtuvo 5 premios Gardel, incluido el Gardel de Oro, y el DVD estuvo nominado como el mejor en su rubro, aunque finalmente lo ganó Soda Stereo.

## Lista de canciones
| Se es |                             |                            |                                       |          |  |
| N.º   | Título                      | Letras                     | Música                                | Duración |  |
| 1.    | «Coger no es amor»          | Gustavo Cordera            | Cordera                               | 04:06    |  |
| 2.    | «La Soledad»                | Cordera                    | Cordera/Daniel Suárez/Germán Sbarbati | 04:23    |  |
| 3.    | «Va por Chapultepec»        | Cordera                    | Cordera/Pepe Céspedes                 | 03:58    |  |
| 4.    | «Convalecencia en Valencia» | Juan Subirá                | Subirá                                | 04:23    |  |
| 5.    | «Fisurar»                   | Alberto Verenzuela         | Verenzuela                            | 03:19    |  |
| 6.    | «Al Olor del Hogar»         | Ariel Prat                 | Subirá                                | 03:17    |  |
| 7.    | «La Argentinidad al Palo»   | Oscar Righi/Cordera/Subirá | Cordera/Céspedes/Carlos E. Martín     | 05:29    |  |
| 8.    | «Ades Tiempo»               | Verenzuela                 | Verenzuela                            | 03:37    |  |
| 9.    | «El Baile de la Gambeta»    | Cordera                    | Cordera                               | 03:59    |  |
| 10.   | «No seas Parca»             | Subirá                     | Céspedes                              | 03:43    |  |
| 11.   | «Como un Bolú»              | Subirá/Righi/Céspedes      | Subirá/Righi/Céspedes                 | 02:16    |  |
| 12.   | «La Calavera»               | Cordera                    | Cordera/Céspedes                      | 05:42    |  |

| Lo que se es | |               |                         |          |  |
| N.º          | Título | Letras        | Música                  | Duración |  |
| 1.           | «Shit, Shit, Money Money» | Cordera       | Cordera                 | 05:11    |  |
| 2.           | «Porno Star» | Subirá        | Subirá                  | 03:53    |  |
| 3.           | «La Oveja Negra» | Cordera       | Cordera                 | 04:20    |  |
| 4.           | «Otra Sudestada» | Cordera       | Cordera/Céspedes/Martín | 06:26    |  |
| 5.           | «Zi Zi Zi» | Verenzuela    | Verenzuela              | 03:31    |  |
| 6.           | «Hecho en Buenos Aires» | Subirá        | Céspedes                | 04:51    |  |
| 7.           | «Mariscal Tito» | Cordera       | Cordera/Céspedes        | 04:49    |  |
| 8.           | «Y No Está Solo...» | Cordera       | Cordera/Céspedes        | 06:44    |  |
| 9.           | «Pájaro Negro» | Subirá        | Subirá                  | 04:31    |  |
| 10.          | «Murga de la Limousine» | Subirá/Martín | Cordera/Céspedes        | 02:56    |  |
| 11.          | «El Viento Trae una Copla» ("El Viento Trae una Copla" termina en el minuto 4:10, luego hay un silencio hasta el minuto 5:12 donde empieza "Siempre Triunfará el Amor", una grabación de una improvisación hecha por la banda.) | Cordera       | Bersuit Vergarabat      | 08:21    |  |

## Músicos
- Gustavo Cordera: Voz
- Daniel Suárez: Coros
- Germán Sbarbati: Coros
- Juan Subirá: Teclados y voz
- Alberto Verenzuela: Guitarra y voz
- Oscar Righi: Guitarra
- Pepe Céspedes: Bajo
- Carlos Martín: Batería

### DVD (recital enMendozalanzado en 2006)
1. La Soledad
2. El Baile de la Gambeta
3. Va Por Chapultepec
4. Porno Star
5. Canción de Juan (de Hijos del Culo)
6. No Seas Parca
7. Convalecencia en Valencia
8. Abundancia (de Don Leopardo)
9. Ojo Por Ójojo ôô (de Don Leopardo)
10. Otra Sudestada
11. Ades Tiempo
12. Mariscal Tito
13. Fisurar
14. Coger no es Amor
15. Murga de la Limousine
16. La Argentinidad al Palo
17. El Viento Trae una Copla

### Pistas adicionales
1. Al Olor del Hogar
2. Negra murguera (De Hijos del culo)
3. Shit, Shit, Money, Money

## Posicionamiento en listas
| Listas (2004)     | Mejor posición |
| ----------------- | -------------- |
| Argentina (CAPIF) | 1              |